# Nidorellia armata
Genre
Espèce
Nidorellia armata est une espèce d'étoile de mer tropicale de la famille des Oreasteridae, la seule du genre Nidorellia .
On la rencontre dans le Pacifique est (Galapagos, basse-Californie).